# Choque da Uva

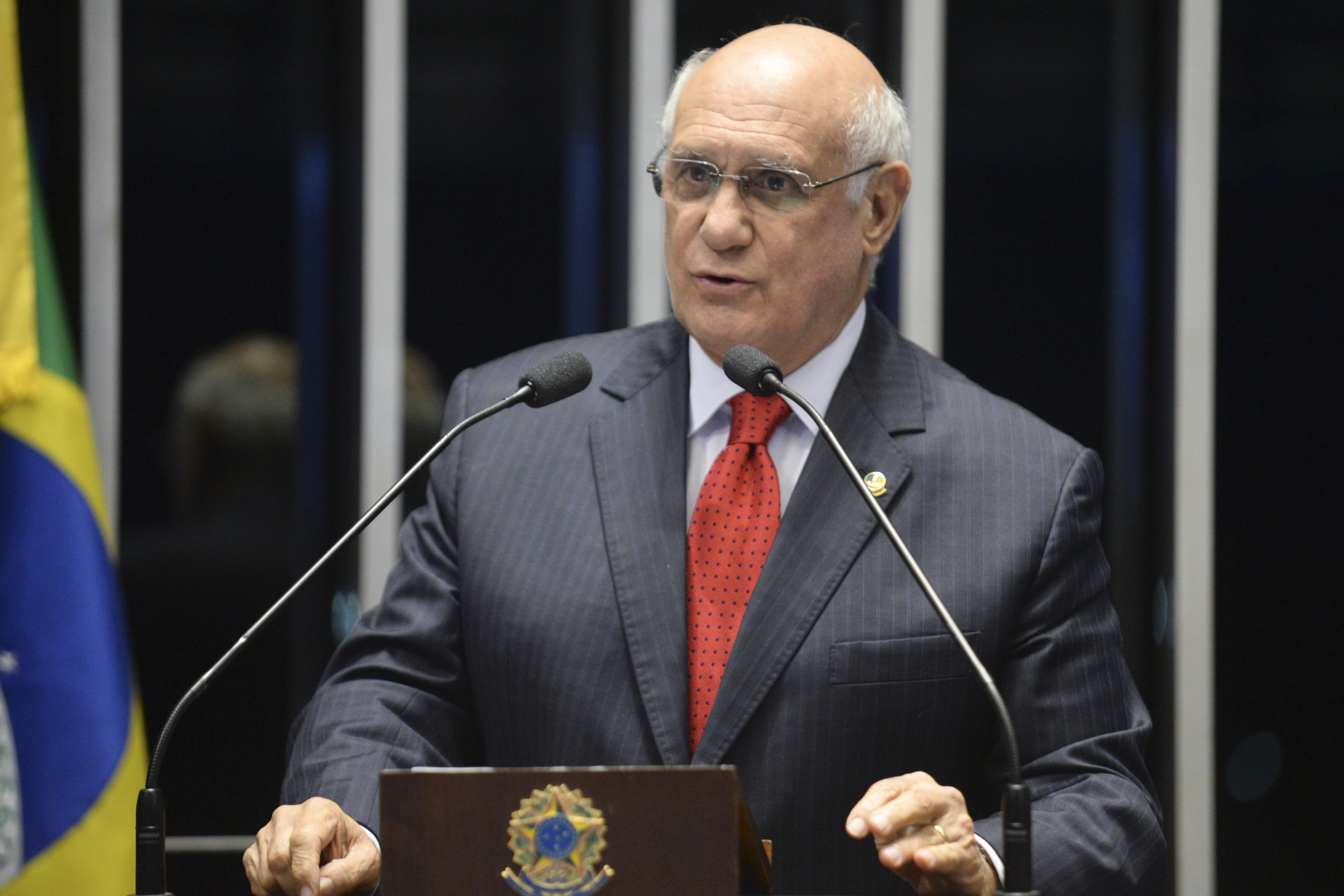
Lasier Martins discursando em março de 2016.

Choque da Uva ou Choque na Festa da Uva refere-se a um choque que o jornalista brasileiro Lasier Martins sofreu na Festa da Uva, em Caxias do Sul, durante o Jornal do Almoço, da RBS TV. O incidente, que ocorreu em 1996, se tornou um meme da Internet a partir de 2006, quando um vídeo do ocorrido foi publicado no YouTube. Lasier criticou a divulgação, mas não entrou com ações judiciais. O choque foi reexibido no Jornal do Almoço em 2010, onde foi escolhido como o momento mais marcante do programa. Lasier usou o ocorrido em sua campanha ao Senado em 2014.

## Origem
O incidente ocorreu em 21 de fevereiro de 1996,  durante uma cobertura ao vivo do Jornal do Almoço, da RBS TV, sobre a Festa da Uva, em Caxias do Sul. Antes da transmissão, o local apresentava cachos de uvas viníferas em uma vitrine de metal. Devido ao reflexo prejudicial às filmagens, os organizadores do evento retiraram o vidro. No entanto, o jornalista que cobria o assunto, Lasier Martins — segurando um microfone e molhado devido à chuva — não foi avisado que a vitrine estava eletrificada, e queria destacar o maior cacho de uva, que estava amarrado por um arame à grade de metal da vitrine. Assim, levou um choque de 220 volts. Segundo o mesmo, "Tomei um baita choque e me estatelei no chão, para pânico geral de quem me circundava e milhares de telespectadores que acompanhavam a transmissão". Ficou desacordado por alguns segundos, e foi ao hospital pois quebrou uma costela. Em entrevista, Lasier notou: "Levei um choque derrubador. Se eu caísse para frente teria morrido preso no cabo elétrico. Como me escapelei de costas, eu larguei o cabo, mas fraturei uma costela". Mais tarde, ele voltou ao ar explicando a situação.

## Repercussão e resposta
Não dou a mínima pelota, mas aquele choque me fez sofrer muito. Quase morri, passei três meses sem dormir direito e foi muito doloroso. Se você tem uma experiência dolorosa aquilo naturalmente não é o seu assunto preferido. Quem é que nunca tomou choque? O meu foi apenas de 220 volts.

—Lasier em entrevista ao iG.
Inicialmente o incidente foi "esquecido", mas voltou à popularidade em 2006, quando foi publicado no YouTube. Em fevereiro de 2019, contava com mais de cinco milhões de visualizações. Sobre o caso, Lasier comentou: "Aquela foi uma das situações mais lamentáveis e dolorosas pelas quais passei até hoje. Tanto o choque quanto a divulgação no YouTube". No entanto, ele não entrou com ação na Justiça: "se o vídeo sair, alguém vai lá e coloca de novo". Em outra entrevista, disse: "Nunca imaginei que teria essa repercussão, mas confesso que nunca me incomodou. As pessoas dão mais bola para isso do que eu. Só é uma pena porque tenho realizações muito mais importantes nos meus 50 anos na comunicação".
Em 2010, na estreia do novo Jornal do Almoço, telespectadores elegeram o choque como o momento mais marcante da história do programa. As cenas foram reexibidas, mostrando imagens de bastidores daquele momento. Lasier, que estava no estúdio, comentou: "Nunca quis ver, e isto já faz 14 anos". Em entrevista à Folha, ele repetiu uma reclamação que fez no programa: "As pessoas gostam de rir do sofrimento alheio, ainda mais quando ele não redunda em nada fatal. Se eu tivesse caído para a frente, teria morrido".
Em 2014, ele se tornou candidato a senador pelo Partido Democrático Trabalhista. No dia 5 de setembro, ele registrou ocorrência em delegacia pela pegadinha de um jovem, que fingiu levar um choque ao cumprimentá-lo. Ele disse que esse seria "um movimento para me desmoralizar na internet", já que outro jovem estaria gravando o incidente. No entanto, no dia 15, ele disse durante o horário eleitoral gratuito: "Estamos combinados: eu levo na brincadeira as piadas sobre o choque elétrico e você leva a sério as minhas propostas para o Senado. Choque na saúde. Choque na educação. Choque no desperdício do dinheiro público". Em entrevista, Lasier disse: "Não dou a mínima se as brincadeiras vão parar ou não [se eleito pelo Senado]. Vou brigar muito no congresso pelo bem comum". Foi eleito com 37,42% dos votos válidos.
A cena foi reexibida no Jornal do Almoço em 25 de fevereiro de 2019.

### Legado
O jornal O Povo disse que essa era "uma das cenas mais clássicas da TV brasileira". O incidente foi colocado em diversas listas, como a de "Grandes gafes da TV" da Veja São Paulo, de "alguns dos melhores memes brasileiros" do R10, de "vídeos do YouTube mais amados" da 33Giga, de "mais famosos memes da rede" da GZH, dos "20 virais mais amados do YouTube" da Super e dos "maiores memes da história da Internet" do TechTudo. O Estadão citou o caso na publicação "Relembre situações bizarras vividas por repórteres", declarando sobre o episódio: "Um dos momentos mais lembrados da TV brasileira quando o assunto são imprevistos". O meme é citado no livro Os 198 Maiores Memes Brasileiros que Você Respeita, de Kleyson Barbosa.